# Троцкий Маруду
Троцкий Маруду (там. டிராட்ஸ்கி மருது; род. 12 августа 1953) — индийский художник, получивший известность своими работами в области штрихового рисунка, мультипликации, раскадровки и компьютерной графики. Работал как художник-постановщик
 и креативный директор по визуальным эффектам при создании многих фильмов. Стал пионером в использовании компьютера для рисования. Прошёл обучение и последипломную подготовку в Мадрасском колледже искусств. Коллекции его рисунков выставлялись во многих странах: Австралии, Великобритании, США, Франции, Финляндии и во многих регионах Индии.
Картины Маруду представляют собой смесь традиционного и современного искусства, в основном фигуративного, а позже перешедшего в полуабстрактные фигуративные произведения. Постепенно Маруду переключил своё внимание на иллюстрацию, мультипликацию, цифровое искусство, фотографию, а его страсть к комиксам объединила их все в единое целое. Он высказал мнение, что «разрыв между современной живописью, иллюстрацией и фотографией был преодолён, и компьютер стал всеобъемлющей платформой. Будущие художники будут работать именно таким образом, поскольку мультимедиа стала языком сама по себе».

## Биография
Маруду родился в Мадурае. Его отец Марутаппан был троцкистом и дал сыну соответствующее имя. Маруду увлекся рисованием благодаря отцу, он поощрял его увлечение, предлагая ему книги с иллюстрациями. На увлечение Маруду также повлияли работы художника М. Р. Ачарекара — нарисованные от руки портреты Рабиндраната Тагора и Нетаджи Субхаса Чандра Боса, которые украшали дом Маруду. Он стал наблюдать более тонкие детали своего окружения, бродя по улицам Мадурая, читал о Сальвадоре Дали и Пабло Пикассо, когда тот был на седьмом уровне. Учителя Маруду по рисованию Августин и Джейярадж взрастили его и помогли ему выиграть множество наград на конкурсах.
Во время учёбы в Мадрасском колледже искусств работа Маруду привлекла внимание скульптора Дханапала, который стал его учителем. Маруду заметил: «Выставка в колледже подтолкнула меня к новому уровню понимания, и помогло постоянно исследовать новые возможности». Маруду работал дизайнером по тканям в Weavers Service Centre в Ченнаи и Виджаяваде вместе с К. М. Адимуламом и другими художниками.
Маруду и Адимулам проявили инициативу в представлении современного искусства, которое сломало все консервативные методы во многих популярных журналах того времени. Его также привлекали фильмы из-за его матери, Рукмини Марутаппан, поскольку её дядя М. С. Солималаи писател рассказы и диалоги. Солималаи и актёр С. С. Раджендран оказали влияние на Маруду. Особенно Маруду заинтересовало творчество Уолта Диснея, покадровая анимация, трюковые кадры и спецэффекты в фильмах. Это побудило Маруду работать в качестве специалиста по спецэффектам, а также координатора компьютерной графики на съёмках более чем 30 фильмах на тамильском языке и телугу.
В 1978 году Маруду выиграл награду «Лучший художник Тамилнада» а в 2007 году награду Калаймамани.
Маруду женат на Ратинам Маруду. Он живёт и работает в Ченнаи.

## Книги Маруду
Маруду опубликовал множество книг. Также был издан в виде книги «Kaalathin Thiraicheelai» сборник взглядов тамильских интеллектуалов на Маруду как человека.
- Kodukalum Varthaikalum — Сборник статей о изобразительном искусстве[2][15].
- Cartoonayanam — Сборник карикатур и иллюстрированное эссе о К. Н. Аннадураи, главном министре Тамилнада писателей Пандияна и Субагуны Раджана с иллюстрациями Маруду[2][16][20].
- Vaalor Aadum Amalai — Редкое собрание картин и информация о тамильских королях. Маруду заявил, что костюмы, изображаемые в тамильских фильмах, взяты из фильмов на языке маратхи и никогда не имели ничего общего с тамильской культурой, поэтому он попытался разрушить этот миф в своей книге[2][17].
- Line and Circle and Look, the Moon! — специальная коллекция рисунков для детей, переведена на 27 языков[2][18].
- Where are you going you monkeys? — сборник сказок Тамилнада, составленный К. Раджанараянаном с иллюстрациями Маруду[21].

## Фильмография
| Год  | Фильм                 | Язык                               | Вклад                                                    |
| ---- | --------------------- | ---------------------------------- | -------------------------------------------------------- |
| 1989 | Sariyana Jodi         | тамильский                         | арт-директор, креативный директор по визуальным эффектам |
| 1992 | Mr.Prasad             | тамильский                         | арт-директор                                             |
| 1995 | Asuran                | тамильский                         | креативный директор по визуальным эффектам               |
| 1997 | Devathai              | тамильский                         | арт-директор                                             |
| 1999 | Mugam                 | тамильский                         | арт-директор                                             |
| 2000 | Rajakali Amman        | тамильский                         | креативный директор по визуальным эффектам               |
| 2000 | Palayathu Amman       | тамильский                         | креативный директор по визуальным эффектам               |
| 2001 | Nageswari             | тамильский                         | VFX creative director                                    |
| 2002 | Naina                 | тамильский                         | креативный директор по визуальным эффектам               |
| 2006 | Sasanam               | тамильский                         | арт-директор                                             |
| 2008 | Vaazhthugal           | тамильский                         | актёр                                                    |
| 2009 | «Доблесть»            | тамильский                         | актёр (роль учёного на космодроме)                       |
| 2010 | Nandalala             | тамильский                         | креативный директор по визуальным эффектам               |
| 2010 | Uyir… Uravu… Unmai…   | тамильский, короткометражный фильм | арт-директор                                             |
| 2010 | Magizhchi             | тамильский                         | Мультипликация заголовка                                 |
| 2015 | Thiru Veerappan’      | тамильский                         | Мультипликация                                           |
| 2017 | Nagesh Thiraiyarangam | тамильский                         | креативный директор по визуальным эффектам               |

## Комментарии
1. ↑  высшая гражданская награда правительства штата Тамилнад